# Роттофрено
Роттофрено (італ. Rottofreno) — муніципалітет в Італії, у регіоні Емілія-Романья,  провінція П'яченца.
Роттофрено розташоване на відстані близько 430 км на північний захід від Рима, 155 км на північний захід від Болоньї, 12 км на захід від П'яченци.

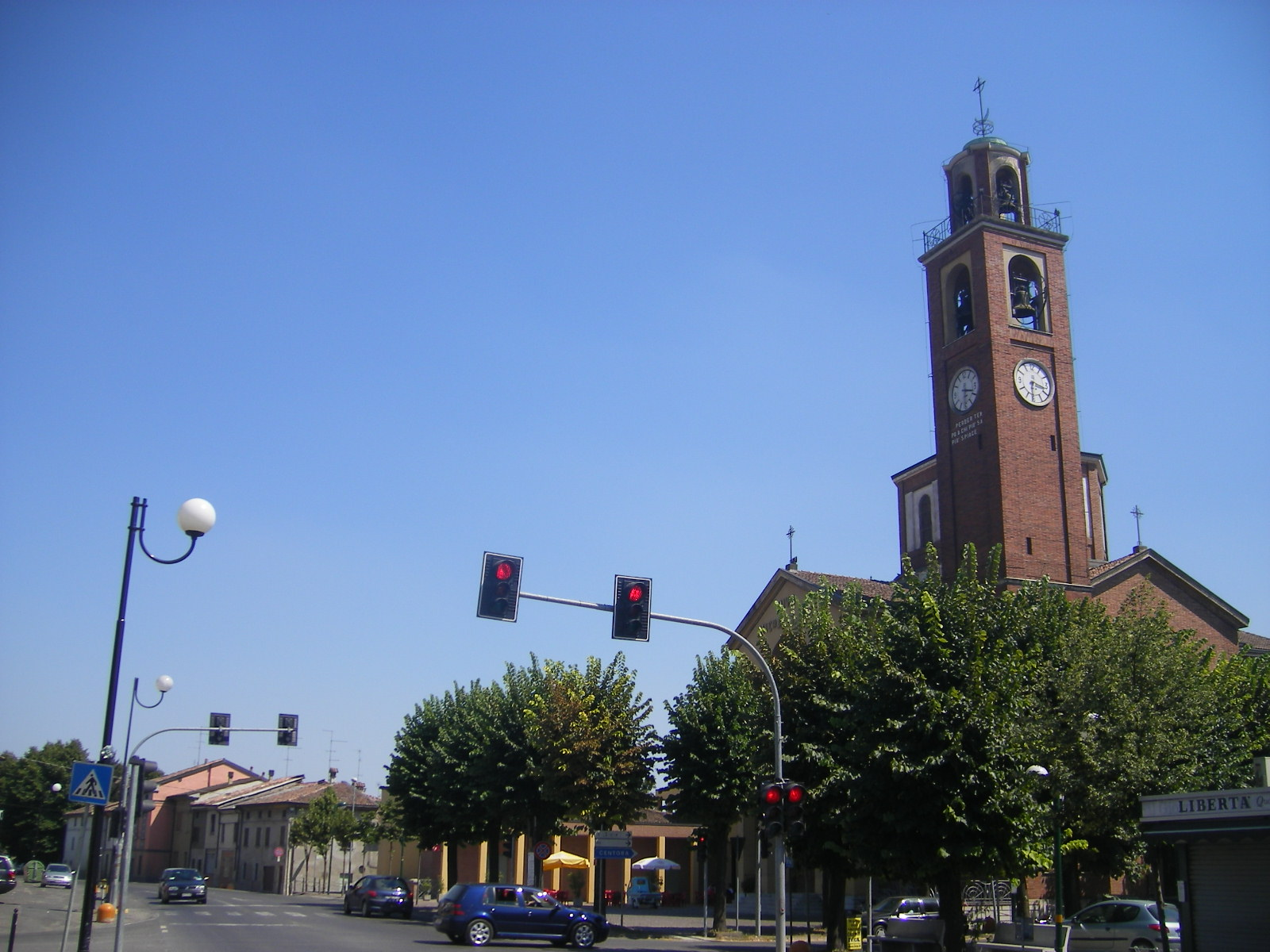

Населення — 12 125 осіб (2014).

## Демографія
Населення за роками:

Станом на 1 січня 2023 року в муніципалітеті офіційно проживали 1444 іноземці з 65 країн, серед них 315 громадян країн Євросоюзу та 72 громадяни України.

## Сусідні муніципалітети
- Боргоново-Валь-Тідоне
- Календаско
- Кіньоло-По
- Граньяно-Требб'єнсе
- Монтічеллі-Павезе
- П'яченца
- Сармато